# Kolonia Dobryszyce
Kolonia Dobryszyce – wieś w Polsce, położona w województwie łódzkim, w powiecie radomszczańskim, w gminie Dobryszyce, przy trasie europejskiej nr E75.
| SIMC    | Nazwa             | Rodzaj    |
| ------- | ----------------- | --------- |
| 0538060 | Huby Dobryszyckie | część wsi |
| 0538099 | Pogorzałka        | część wsi |

W latach 1975–1998 miejscowość administracyjnie należała do województwa piotrkowskiego.